# András Szőllősy
András Szőllősy [ˈɒndraːʃ ˈsøːlːøːʃi] (* 27. Februar 1921 in Orăștie in Siebenbürgen; † 6. Dezember 2007 in Budapest) war ein ungarischer Komponist und Musikwissenschaftler. Er wurde vor allem durch das nach ihm benannte Verzeichnis der Werke Béla Bartóks bekannt.

## Leben
Szőllősy absolvierte ein Musikstudium an der Franz-Liszt-Musikakademie in Budapest bei Zoltán Kodály und János Viski, sowie in Rom bei Goffredo Petrassi. Neben seinem Musikstudium belegte er an der Budapester Universität ungarische und französische Literatur. Im Jahre 1943 schrieb er seine Dissertation über Zoltán Kodály.
Szőllősy lehrte zwischen 1950 und 1988 an der Budapester Musikakademie Musikgeschichte und Partiturspiel. Als Musikwissenschaftler verfasste er im Jahre 1953 ein Verzeichnis der Werke Kodálys. 1957 schloss er das Szőllősy-Verzeichnis der Werke Béla Bartóks ab. Im Jahre 1967 gab er Bartóks gesammelte Schriften heraus.
Als Komponist schrieb er ab den 1950er Jahren neben Bühnen- und Filmmusik auch Stücke für Sologesang, Kammermusik und mehrere Concerti für Orchester.
Szőllősy starb nach langer und schwerer Krankheit.

## Kompositionen (Auswahl)
- Vier Concerti für Orchester (ab 1959)
- Musica per orchestra, 1972 (Kodály gewidmet)
- Tre pezzi per flauto e pianoforte (1964)
- Paesaggio con morti (Landschaft mit Toten) für Klavier (1987)
- Addio für vier Soloviolinen und Streicherensemble (2002)
- Filmmusik, siehe Weblinks

## Auszeichnungen
- 1970 Erster Preis beim International Rostrum of Composers (Paris) für sein 3. Konzert für Orchester[1]
- 1971 Erkel-Preis[2]
- 1985 Kossuth-Preis[2]
- 1986 Bartók-Pásztory-Preis[3]
- 1987 Ernennung zum Commandeur de l’Ordre des Arts et des Lettres durch die französische Regierung
- 1993 wurde er Mitglied der Széchenyi-Akademie für Literatur und Kunst[2]
- 2006 Komtur mit Stern des Verdienstordens der Republik Ungarn[4]